# سیرسدا
سیرسدا (به اسپانیایی: Cerceda) یکی از دهستان‌های اسپانیا است که در اوردیس واقع شده‌است.

## خصوصیات
سیرسدا ۱۱۱٫۲۷ کیلومترمربع مساحت و ۵٬۵۹۷ نفر جمعیت دارد.